# Visalia (Californië)
Visalia is een plaats (city) in de Amerikaanse staat Californië, en valt bestuurlijk gezien onder Tulare County.

## Demografie
Bij de volkstelling in 2000 werd het aantal inwoners vastgesteld op 91.565.
In 2006 is het aantal inwoners door het United States Census Bureau geschat op 113.487, een stijging van 21922 (23,9%).

## Geografie
Volgens het United States Census Bureau beslaat de plaats een oppervlakte van
74,0 km², geheel bestaande uit land. Visalia ligt op ongeveer 102 m boven zeeniveau.

## Plaatsen in de nabije omgeving
De onderstaande figuur toont nabijgelegen plaatsen in een straal van 24 km rond Visalia.

## Geboren
- Tom Johnston (1948), Amerikaans zanger en gitarist, co-frontman van The Doobie Brothers
- Robert Betts Laughlin (1950), natuurkundige en Nobelprijswinnaar (1998)